# Joe Seneca
Joe Seneca (Cleveland (Ohio), 14 januari 1919 – New York, 15 augustus 1996), geboren als Joel McGhee, was een Amerikaans acteur en songwriter.

## Biografie
Seneca was voordat hij acteur werd lid van de R&B-muziekgroep The Three Riffs, zij traden op in cafés en clubs in New York. Hij was ook songwriter en had grote hits met onder andere Talk to Me, Break It to Me Gently dat gezongen werd in 1962 door Brenda Lee en It's Gonna Work Out Fine dat gezongen werd door Ike & Tina Turner, Manfred Mann en The Spencer Davis Group. Hij verscheen ook in de jaren tachtig in de videoclip van de single The Way You Make Me Feel van Michael Jackson. 
Seneca begon in 1974 met acteren in de film The Taking of Pelham One Two Three. Hierna heeft hij nog meerdere rollen gespeeld in films en televisieseries zoals Kramer vs. Kramer (1979), The Verdict (1982), Silverado (1985), Crossroads (1986), The Blob (1988), Mo' Better Blues (1990), Malcolm X (1992) en A Time to Kill (1996).
Seneca was ook actief in het theater, hij maakte in 1974 zijn debuut op Broadway met het toneelstuk Of Mice and Men. Daarna speelde hij nog in 1981 met het toneelstuk The Little Foxes en in 1984 met het toneelstuk Ma Rainey's Black Bottom.
Seneca was getrouwd. In augustus 1996 overleed hij op 77-jarige leeftijd aan de gevolgen van astma.

## Filmografie

### Films
Selectie:
- 1996 A Time to Kill – als bisschop Isaiah Street
- 1992 Malcolm X – als Toomer
- 1991 Mississippi Masala – als Willibin Williams
- 1990 Mo' Better Blues – als vriend van Big Stop
- 1988 The Blob – als dr. Meddows
- 1987 A Gathering of Old Men – als Clatoo
- 1986 Crossroads – als Willie Brown
- 1985 Silverado – als Ezra
- 1984 The Evil That Men Do – als Santiago
- 1982 The Verdict – als dr. Thompson
- 1979 Kramer vs. Kramer – als feestganger
- 1974 The Taking of Pelham One Two Three – als politie sergeant

### Televisieseries
Alleen eenmalige gastoptredens gespeeld 
- Biblioteca Nacional de España: XX4756224
- Bibliothèque nationale de France: cb142261424 (data)
- Gemeinsame Normdatei: 1037299701
- International Standard Name Identifier: 0000 0001 1820 8182
- Library of Congress Control Number: no92026501
- MusicBrainz: 6f3dfcdb-eec9-4170-aabd-b273857a3b11
- Nationale Bibliotheek van Israël: 987007426619805171
- Virtual International Authority File: 169223123
- WorldCat: E39PBJvMwvCMtgHFrRF9y64Dv3